# Northport (Michigan)
Northport ist ein Dorf im Leelanau County im US-Bundesstaat Michigan. Das U.S. Census Bureau hat bei der Volkszählung 2020 eine Einwohnerzahl von 496 auf einer Fläche von 4,3 km² ermittelt.  Die Bevölkerungsdichte liegt bei 115 Einwohnern je km². Northport liegt an der Grand Traverse Bay auf einer Halbinsel im Lake Michigan. In Northport liegt auch der Woolsey Memorial Airport und der Leelanau State Park. Northport war von 1863 bis 1883 County Seat des Leelanau County.

## Standort
In dem kleinen Dorf namens Northport haben sich auch berühmte Personen niedergelassen. Dazu gehört beispielsweise Schauspieler Tim Allen.

## Geographie
Die nächstgelegenen Siedlungen/Ortschaften sind Suttons Bay (18 km), Ellsworth (29 km), Central Lake (29 km), Elk Rapids (31 km) und Charlevoix (35 km).

## Bevölkerung
Basierend auf den Daten der Bevölkerungszählung von 2000 leben im Dorf 648 Einwohner und 174 Familien. Die Bevölkerungsdichte beträgt 150,7 Personen/km². Von den 648 Menschen sind 96,1 % europäischer, 2,2 % indianischer, 0,3 % afroamerikanischer, 0,3 % asiatischer und 1,1 % sonstiger Abstammung.
In Northport gibt es 272 Haushalte. In 21,7 % der Haushalte leben Kinder und Jugendliche unter 18 Jahren. Die durchschnittliche Familienstärke beträgt 2,69 Personen.
18,4 % der Einwohner sind unter 18, 4,2 % sind älter als 18 und jünger als 24, 17,4 % sind älter als 25 und jünger als 44, 28,7 % sind älter als 45 und jünger als 64 und 31,3 % sind älter als 65 Jahre. Das Medianalter beträgt 50 Jahre. Auf 100 Frauen entfallen 86,7 Männer.
Das durchschnittliche Jahreseinkommen der Bevölkerung beträgt 40.368 Dollar. 9,1 % der Bevölkerung lebt unterhalb der Armutsgrenze.

## Religionen
In Northport steht neben einer katholischen Dorfkirche namens St. Gertrude auch eine evangelisch-lutherische Kirche namens Bethany Lutheran Church, eine Kirche der United Church of Christ sowie eine Episkopalkirche namens St. Christopher.